# Jimmy Neighbour
James Edward Neighbour, più conosciuto come Jimmy Neighbour (Chingford, 15 novembre 1950 – Woodford Green, 11 aprile 2009) è stato un allenatore di calcio e calciatore inglese, di ruolo centrocampista.

## Caratteristiche tecniche

### Giocatore
Era un'ala; era abile nel dribbling ed aveva anche una buona capacità in fase di rifinitura, oltre ad avere un buon tempismo negli inserimenti in area di rigore.

## Carriera

### Club
Nel 1966 viene tesserato dai londinesi del Tottenham, con cui alcuni anni più tardi, nel 1970, esordisce tra i professionisti, dopo aver vinto una FA Youth Cup nella stagione 1967-1968. La sua prima partita da professionista risale all'ottobre del 1970, quando subentra ad Alan Gilzean in una vittoria per 3-0 contro lo Stoke City. Nella sua prima stagione da professionista vince la Coppa di Lega, fornendo tra l'altro a Martin Chivers uno degli assist per la sua decisiva doppietta; vincerà poi una seconda Coppa di Lega nella stagione 1972-1973, oltre alla Coppa UEFA 1971-1972 e ad una Coppa di Lega Italo-Inglese nel 1971. Con gli Spurs, pur giocando nel complesso con buona regolarità (119 presenze e 8 reti nella prima divisione inglese tra il 1970 ed il 1976, oltre a complessive 9 presenze ed una rete in Coppa UEFA, 4 delle quali nella stagione 1971-1972) non riesce mai ad imporsi del tutto come titolare: ad eccezione delle 35 presenze della stagione 1975-1976, infatti, non gioca mai più di 24 partite in un singolo campionato, e nel settembre del 1976, complice anche il precedente addio dell'allenatore Bill Nicholson che l'aveva lanciato, lascia il club per accasarsi al Norwich City, dove rimane per 3 stagioni (tutte in prima divisione) giocando stabilmente da titolare (106 presenze e 5 reti in partite di campionato). Nel 1979 si trasferisce per un periodo nella NASL ai Seattle Sounders, con cui mette a segno una rete in 21 presenze. Torna poi in patria per giocare in seconda divisione con il West Ham Utd, con cui in una stagione e mezza totalizza complessivamente 47 presenze e 3 reti in questa categoria, vincendo tra l'altro anche la FA Cup 1979-1980 e giocando 4 partite nella successiva edizione della Coppa delle Coppe. Nella stagione 1980-1981 gli Hammers vincono il campionato e raggiungono la finale di Coppa di Lega, in cui Neighbour gioca da titolare; tra il 1981 ed il 1983 gioca nel club altre 26 partite (in cui segna anche 2 reti) nella prima divisione inglese, salvo poi passare per gli ultimi 3 mesi della stagione 1982-1983 in prestito al Bournemouth, club di terza divisione, con cui gioca 6 partite. Torna poi brevemente a giocare nella stagione 1984-1985, in cui disputa 2 partite con i semiprofessionisti del Cheshunt.

### Allenatore
Dopo un breve periodo come vice allenatore del Wealdstone, dal 1985 al 1988 ha lavorato come vice allenatore nei semiprofessionisti dell'Enfield, con cui nella stagione 1987-1988 ha anche vinto un FA Trophy. In seguito ha lavorato come responsabile del settore giovanile del West Ham e come vice allenatore del Doncaster, mentre dal 1996 al 1998 ha allenato il St Albans City; nel 1999 ha invece lavorato per alcuni mesi nello staff del settore giovanile del Charlton. In seguito, dal 2000 ha anche allenato la squadra Under-17 del Tottenham per quattro stagioni, a seguito delle quali ha trascorso un'ulteriore annata allenando la squadra Under-16.

## Morte
Neighbour è morto l'11 aprile 2009 per un attacco cardiaco mentre era ricoverato in ospedale a seguito di un'operazione ad un'anca.

## Palmarès

### Giocatore

#### Competizioni giovanili
- FA Youth Cup: 1

Tottenham: 1967-1968

#### Competizioni nazionali
- Coppa d'Inghilterra: 1

West Ham: 1979-1980
- Coppa di Lega inglese: 1

Tottenham: 1970-1971,  1972-1973
- Campionato inglese di seconda divisione: 1

West Ham: 1980-1981

#### Competizioni internazionali
- Coppa UEFA: 1

Tottenham: 1971-1972
- Coppa di Lega Italo-Inglese: 1

Tottenham: 1971